# Ala-Siikajärvi
Ala-Siikajärvi är en sjö i Finland. Den ligger i kommunen Kuopio (före 2017 även i dåvarande Juankoski kommun) i landskapet Norra Savolax, i den centrala delen av landet, 400 km nordost om huvudstaden Helsingfors. Ala-Siikajärvi ligger 95,6 meter över havet. Den är 44,48 meter djup. Arean är 11,05 kvadratkilometer och strandlinjen är 77,49 kilometer lång. Sjön  ingår i Vuoksens huvudavrinningsområde. 